# Stefka Kostadinowa
Stefka Kostadinowa (bulgarisch Стефка Костадинова, englische Transkription Stefka Kostadinova; * 25. März 1965 in Plowdiw) ist eine ehemalige bulgarische Hochspringerin. Kostadinowa wurde 1996 Olympiasiegerin und hielt von 1987 bis 2024 mit 2,09 m den Hochsprung-Weltrekord.

## Leben und Karriere
Stefka Kostadinowa hatte ursprünglich Basketballspielerin werden wollen. Sie wechselte zur Leichtathletik, wo es weniger Konkurrenz gab. Sie begann mit regelmäßigem Training bei Dobri Iwanow und E. Todorow an der Kinder- und Jugendsportschule in ihrer Heimatstadt Plowdiw. Sie zählte die deutsche Hochspringerin und zweimalige Olympiasiegerin Ulrike Meyfarth zu ihren Vorbildern. Im Alter von 15 Jahren übersprang sie 1,84 Meter.
Die 2-Meter-Marke überquerte Kostadinowa erstmals im Jahr 1984. Daraufhin entwickelte sie sich zur dominierenden Hochspringerin. 1986 egalisierte Kostadinowa zunächst mit 2,07 m den zwei Jahre alten Weltrekord ihrer Landsfrau Ljudmila Andonowa. Sechs Tage später verbesserte sie ihn um einen Zentimeter. Im gleichen Jahr holte sie den Titel bei den Europameisterschaften in Stuttgart. Ihre sportliche Entwicklung krönte sie bei den Weltmeisterschaften 1987 in Rom. Mit der Weltrekordhöhe von 2,09 m wurde sie Titelträgerin. Ihr Weltrekord wurde erst nach fast 37 Jahren mit 2,10 m von der Ukrainerin Jaroslawa Mahutschich gebrochen.
Sie gewann in den 1980er Jahren 34 Hochsprungkonkurrenzen in Folge und nach einer Niederlage gegen Heike Redetzky (später Henkel) folgte eine weitere Siegesserie mit 19 Erfolgen. Ab 1989/90 konnte Kostadinowa nach einer schweren Knieverletzung, einem Fußbruch und folgenden Operationen nicht mehr an frühere Erfolge anknüpfen. Daraufhin wurde sie von Heike Henkel als dominierende Hochspringerin abgelöst. Ursprünglich hatte sie geplant, den Weltrekord im Hochsprung im Stile von Serhij Bubka auf 2,15 m zu steigern. Heftige Kritik brachte ihr zur Zeit des Sozialismus in Bulgarien ihr ausgeprägter Geschäftssinn ein, da sie nicht an Meetings teilnahm, wenn ihr das Antrittsgeld als zu gering erschien.
Kostadinowas olympische Karriere verlief anfangs enttäuschender. 1984 durfte sie wegen des Boykotts der Spiele in Los Angeles durch die Ostblockstaaten nicht teilnehmen. Bei den Spielen 1988 in Seoul und 1992 in Barcelona blieb sie unter ihrer Form und belegte nur einen zweiten und einen fünften Rang. Danach unterbrach Kostadinowa ihre Karriere für die Geburt ihres Kindes.
1995 kehrte sie in die internationale Leichtathletikszene zurück und knüpfte an ihre alten Erfolge an. Bei den Weltmeisterschaften in Göteborg sicherte sie sich den Titel vor der Deutschen Alina Astafei und der Ukrainerin Inha Babakowa. Kostadinowa hielt ihre gute Form und gewann bei den Olympischen Spielen 1996 in Atlanta mit 2,05 m erstmals die olympische Goldmedaille.
Im Folgejahr errang sie ihren fünften Titel bei den Hallenweltmeisterschaften in Paris. Im Sommer 1997 verletzte sie sich am linken Fuß. Nach zwei Operationen beendete sie ihre aktive Laufbahn im Jahr 1998. Insgesamt gelang es ihr 197-mal, über 2,00 Meter zu springen, so oft wie keiner anderen Hochspringerin. Viermal gewann sie die Wahl zum Sportler des Jahres in ihrem Heimatland, so oft wie kein anderer bulgarischer Athlet.
Bei einer Körpergröße von 1,80 m betrug Kostadinowas Wettkampfgewicht 60 kg. Sie trat für ihren Heimatverein Trakia Plowdiw an und wurde später von Nikolai Petrow trainiert, den sie 1989 heiratete. Kostadinowa zeichnete sich vor allem durch ihre Anlaufschnelligkeit (100-Meter-Bestzeit: 11,68 s) aus. Probleme hatte sie bei Wettkämpfen unter regnerischen Bedingungen, nachdem sie sich zu Anfang ihrer Karriere auf nassem Untergrund verletzt hatte.
Am 11. November 2005 wurde Stefka Kostadinowa zur Präsidentin des Bulgarischen Olympischen Komitees gewählt. Zuvor hatte sie noch zu ihrer aktiven Zeit als Hochspringerin damit begonnen, Sportveranstaltungen für Waisenkinder in ihrer Heimat zu organisieren. Im Oktober 2012 wurde Kostadinowa in die IAAF Hall of Fame aufgenommen.

## Weltrekordentwicklung
- 2,07 m, 25. Mai 1986, Sofia
Einstellung des Weltrekords von Ljudmilla Andonowa
- 2,08 m, 31. Mai 1986, Sofia
- 2,09 m, 30. August 1987, Rom

## Auszeichnungen
- Bulgariens Sportlerin des Jahres: 1985, 1987, 1995, 1996
- 2012: Aufnahme in die IAAF Hall of Fame